# Akan
Die Akan sind eine Gruppe sprachlich und kulturell verwandter westafrikanischer Völker, die vornehmlich in den zentralen, östlichen und südöstlichen Gebieten der heutigen Republik Elfenbeinküste und im zentralen und südlichen Teil des heutigen Ghana beheimatet sind.

## Verbreitung
Die Akan-Völker werden meist nach ihren historischen Staatswesen unterschieden: Man spricht von Aschanti, Fanti, Denkira, Wassaw, Twifo, Sefwi, Ahafo, Dorma oder Domaa, Adansi, Assin, Abrem, Akim, Agona, Gomoa, Akwamu, Akwapim (Akuapem) und Kwahu. Auf ivorischem Gebiet leben zudem noch die Baule und Agni als Völker mit Akan-Ursprüngen. Bei den Ahanta im Hinterland des Kaps der drei Spitzen und ihren nordwestlichen Nachbarn den Nzima und Aowin ist die Akan-Herkunft umstritten, aber zumindest stellten die Akan die politische Oberherrschaft.
Eine Akan-Enklave außerhalb der traditionellen akanischen Staatsgebilde ist die Häuptlingschaft Djerekpanga (westlich der Bruchkante der Fazao-Felsen, Nord-Togo) im früheren Königreich Kotokoli. Daneben stellen auch die Tschokossi (Dagbane-Bezeichnung, sie selbst nennen sich Anufo) in der Gegend um Sansanné-Mango im Norden Togos und im Nordosten des heutigen Ghana eine akanische Enklave im sonst von Gur-Völkern bewohntem Land dar. Die Küstenstadt Anecho (hist. Klein-Popo, an der Togo-Küste) ist ebenfalls eine akanische Enklave, sie wurde etwa 1680 oder kurz davor von Fanti-Flüchtlingen aus Elmina gegründet (weshalb dieser Küstenabschnitt in späterer Zeit auch Minaküste genannt wurde).
Der häufig gebrauchte Ausdruck Brong (Boron, Abruno) ist eine allgemeine Twi-Bezeichnung für alle nicht-waldlandbewohnende Akan, sodass unter dem Sammelbegriff sämtliche Akan nördlich des Regenwaldes zwischen Comoë-Fluss und Togo-Berge zusammengefasst werden. Tom (Haussa: Tonawa) und Inta (Nta) sind weitere historische Bezeichnungen für die Akan.
Nirgendwo kamen jedoch die Akan (vielleicht mit Ausnahme der frühesten Küstenstaaten) bei ihrer Einwanderung in menschenleere Gegenden, so dass sowohl kulturell als auch religiös immer ein gewisses, mehr oder weniger stark ausgeprägtes, nicht-akanisches Element einer vormals dort lebenden Urbevölkerung unter den Akan erkennbar ist.

## Sprache
Die Akan-Sprache gehört zur Kwa-Sprachfamilie. Sie besteht aus einer Gruppe eng verwandter Sprachen, unter denen man zwölf Dialekte unterscheidet. Zu ihnen gehören z. B. Aschanti (Sprache: Twi), Fante, Akuapem, Nzema, Akyem, Ahanta, Kwahu und Brong.

## Geschichte

### Herkunft
Über die Herkunft der heutigen Akan Ghanas und der Elfenbeinküste lässt sich nichts Genaues sagen, da diesbezügliche archäologische Beweise (noch) nicht existieren. Die mündliche Tradition der Akan verweist auf das Reich Kong, das im Mittelalter im Quellgebiet des Schwarzen Volta (im Westen des heutigen Burkina-Faso) existiert hat oder/und auf das Gebiet des bereits existierenden oder späteren Gonja-Reiches. Von hier aus zog man in den Regenwald, wobei es gemäß der Überlieferung zur Aufspaltung zwischen Aschanti und Fanti kam. Die Namensgebung erklärt sich dabei aufgrund der im Regenwald vorgefundenen Nahrung, nachdem man aufgrund einer großen Hungersnot, die während eines Krieges mit den Akimern entstanden war (mit Akimer ist in diesem Zusammenhang die Ga-Nation gemeint), die alten Lagerplätze verlassen hatte. Die Aschanti fanden dabei Nahrung in einem Strauch, der Schan genannt wurde, während die Fanti ihre hauptsächliche Nahrung im Fan-Baum gefunden hätten. Das Suffix -ti kommt vom Verb didi = essen bzw. dessen Imperativform dti. Das Präfix A- stellt in diesem Zusammenhang einen Pluralartikel dar. Die übrigen Stämme und Volksgruppen der Akan trennten sich im Wesentlichen erst mit dem Auseinanderfallen des Accania-Reiches Mitte der 1550er ab.
Die Geschichte der Akan vor ihrem Zug in den Regenwald liegt im Dunkeln. Die Theorie von Eva L. R. Meyerowitz, welche die Herkunft der Akan mit dem historischen Reich Ghana im westlichen Sudan in Verbindung brachte, diente zwar als Begründung für die Namensgebung des heutigen Staates Ghana, sie war jedoch bereits in den 1950ern umstritten und wird von der heutigen Fachwelt weitgehend ignoriert, da Meyerowitz einige Missdeutungen und fehlerhafte Interpretationen in ihren Darstellungen wiedergibt. Es wird allerdings gemäß heutiger Erkenntnis von Kulturwissenschaft und Religionswissenschaft allgemein anerkannt, dass es bei zahlreichen der heutigen Völker des westafrikanischen Regenwaldes in mythischer Vorzeit Verbindungen zu Nordafrika bis hin zum hebräischen Raum gegeben hat. Bezüglich der Akan wird dabei betont, dass man auf keinen Fall andeuten möchte, dass es keine Verbindungen zwischen den Akan und Alt-Ghana oder zu Ägypten gegeben hat; sie hat es mit Sicherheit gegeben, aber eine direkte Herkunft vom alten Reich Ghana oder von woanders her zu postulieren, ist aufgrund der fehlenden Beweislage reine Spekulation.

### Klimatische Veränderungen als Migrationsursache
Kriege haben mit Sicherheit die Migrationsbewegungen, die in der Zeit des Mittelalters den gesamten Raum südlich der Sahara erfassten, ausgelöst, aber sie waren nicht deren einzige oder originäre Ursache. Ein weiterer Grund waren die klimatischen Verhältnisse jener Zeit. Um 1100 setzte im afrikanischen Klima eine Trockenperiode ein, welche die seit etwa 300 A.D. andauernde Periode mit relativ ergiebigen Niederschlägen beendete. Erst etwa ab der Zeit um 1500 trat in Afrika wieder reichlicher Niederschlag auf, wie man an den Wasserspiegelständen der großen Seen Afrikas ablesen kann, die während der Trockenperiode beständig sanken. Im Jahre 1154 machte der arabische Geograph und Reisende Al-Idrisi erstmals darauf aufmerksam, dass die Saharawüste wächst. Hinzu kommt in den Savannengegenden, die der mittlere und obere Niger durchströmt, eine ungleichmäßige Verteilung der Niederschlagsmengen. So fallen z. B. in Normaljahren in Djenne etwa 500 mm Niederschlag im Jahresdurchschnitt, in Timbuktu 200 mm und in Araouane sind es nur noch 50 mm. Obwohl man aus heutiger Sicht einschätzt, dass die natürlichen Ressourcen in diesen Gegenden ausgereicht hätten, um die Bevölkerung im Mittelalter mit Nahrung zu versorgen, war es wahrscheinlich in Extremjahren zu verheerenden Versorgungskrisen gekommen. Dies belegen die Hungerkatastrophen in späterer Zeit, welche extreme Trockenjahre begleiteten. Als Beispiel hierfür sei die große „Bari Bouri“-Hungersnot genannt, welche 1738 ihren Anfang nahm und bis 1759 andauerte. Allein in Timbuktu starb in dieser Zeit ungefähr die Hälfte der Bevölkerung an Hunger oder Krankheit. In den Städten der Sahelzone, welche sich normalerweise über den Karawanenhandel aus dem Nigertal ernährten, war es noch schlimmer. Hauptgrund hierfür war aus heutiger Sicht ein fehlender oder mangelhafter Urbanismus der hiesigen Städte gewesen, der allerdings bereits in den afrikanischen Städten der Antike auf bemerkenswert hohem Entwicklungsniveau existiert hat. Möglicherweise war eine der auslösenden Ursachen für die mittelalterlichen Kriege im Westsudan auch der Kampf um immer knapper werdende Nahrungsmittelressourcen.

### Die frühen Staaten auf der Goldküste
Irgendwann zwischen 1300 und 1380 verließen Guang-Gruppen unter der Führung der Brüder Bonde und Gyan das Königreich Bono (dies geschah während der Regierung des Nana Asaman) und zogen an die Küste, wo man in etwa 24 km Entfernung von Aguafo (die bereits kurz vor ihnen Bono verlassen hatten) eine neue Siedlung gründete, die man „Awutu“ nannte, was wörtlich „vermischt“ bedeutet. Aus den Namen entstand dann später „Afutu“, „Effutu“ bzw. „Fetu“. Als die Fetus das Küstenhinterland erkundeten, traf man auf die Etsi (Atsi, Atty), die hier bereits seit etwa einem Jahrhundert siedelten. Sie galten als „Brüder der Bono“, welche den Anspruch erhoben, die ersten gewesen zu sein, die in den hiesigen Gegenden gesiedelt haben. Etwa um 1380 herum setzte sich eine Gruppe Fetu unter der Führung von Edwe und Etumpan ab und zog in östlicher Richtung, wo man an der Küste Ogua (Ugwà, Gua, anderer Name: Amanforo; das spätere Cape Coast) gründet, ebenso Dwemma und Degho. (Der Name Degho ist später dann auf das gesamte Hinterland von Ogua übergegangen.) Aus Degho stammende Fetus gründeten um 1515 herum weiter östlich an der Küste Tumpa, das spätere Winnebah. Auch wenn die Einwohner dieser Staaten heute allgemein als Fanti gelten, waren diese frühen Küstenstaaten wahrscheinlich größtenteils Guang-Gründungen, in denen das akanische Kulturelement in späterer Zeit eindrang und aufblühte. (Die ethnische Zuordnung der Gründer ist umstritten.)
Als etwa um 1480 das Kumbu-Königreich (Kong) zerstört wurde, strömten erneut tausende von Flüchtlingen in Richtung Küste. Hier entstand mit Kern im Hinterland von Elmina und Cape Coast ein gigantisches Akan-Reich, das die Portugiesen „Acanes“ nannten. Eine der Akangruppen, die Diabi (Djabi), zog weiter an die Küste, wo man ein eigenes Staatswesen gründete mit Shama als Hauptstadt. Die Namensbenennung der Hauptstadt ist Ausdruck ihrer Überlieferung, welche auf Walata als Herkunftsort verweist, denn „Châmâ“ war im Mittelalter die Bezeichnung des Landes, das Walata umgab. Der Umstand, dass das erste Gold, das die frühen Portugiesen von der Goldküste mit nach Europa brachten, bei Shama eingehandelt wurde, deutet darauf hin, dass es Shama als Siedlung oder Reich bereits vor dem Untergang Kumbus gegeben hat.
Während des Akan-Zuges nach Südosten kam es gemäß ihrer mündlichen Überlieferung zur Aufspaltung zwischen Aschanti und Fanti.
In den 1540ern herrschte im gesamten Akan-Hinterland der Goldküste Krieg, der mit dem Auseinanderfall des „Accania“-Reiches einherging. Übervölkerung im Verein mit klimabedingten Versorgungskrisen waren wahrscheinlich der Auslöser. Die Portugiesen sprechen von da an von den beiden großen Akan-Staaten „Accanes grandes“ und „Accanes pequenos“, die neben einigen anderen Neugründungen, wie z. B. Denkira und Akwamu entstanden. Aus dem „Accanes pequenos“ der Portugiesen geht um 1550 herum das Königreich Adansi hervor, aus „Accanes grandes“ entstand unter Einbeziehung der territorial ansässigen Guang- und Ga-Bevölkerung Akim. Seit dieser Zeit durchdrang das fantische Kulturelement in zunehmendem Maße auch die Küstenstaaten. In der zweiten Hälfte des 16. Jahrhunderts wanderten zahlreiche weitere Gruppen aus Adansi ab, worunter z. B. die Domaa waren, die in die Regionen zwischen Denkira und dem Bono-Mansu-Reich zogen oder auch z. B. die Leute des Oyoko- und Bretuo-Clans, welche nach Norden zogen und die Regenwaldregionen östlich der Domaa besetzten. Unter ihnen bildete sich in den 1630ern der Amansi-Bund, aus dem später die Amantuo-Konföderation hervorging, die 47 Stämme oder Staaten in einem mehr oder weniger lockeren Bund vereinte. Aus der Amantuo-Konföderation ging etwa um 1695 das Königreich Asante hervor.
Mit seinem Sieg über das mächtige Denkira 1701 begann der Aufstieg Asantes zu einem der stärksten und politisch bedeutsamsten Königreiche Westafrikas, das anfangs vor allem durch den Gold- und Kolahandel gedieh. Mit der steigenden Nachfrage nach Sklaven durch die Europäer und arabische Händler fand der Wohlstand auch ein weiteres Fundament im Sklavenhandel.

### Ursprungsfamilien
Die Akan besitzen die Tradition, dass sie alle einen gemeinsamen Ursprung besitzen und sie sich aus mehreren großen Ur-Familien zusammensetzen. Bowdich nennt mit Bezug auf die Aschanti 12, Ffoulkes mit Bezug auf Fante, Assin und Dekira 7 solcher Ursprungsfamilien unter Berücksichtigung von Abzweigungen.
Sofern sich die folgend aufgeführten Namen auf Tiere beziehen, ist es den Mitgliedern dieser Familien untersagt, ein Exemplar der Totemtierart zu töten oder gar von seinem Fleisch zu essen, da es sich bei diesem um einen auf der Erde wandelnden Ahnen handeln könnte (Totemismus, Alter-Ego-Glaube). Ffoulkes untersuchte zu Beginn des 20. Jahrhunderts in Bezug auf die Familienpräsenz speziell die Regionen Denkira, Cape Coast und Assin (letzteres nennt er Fante-Yankumase) und stellte sieben akanische Ursprungsfamilien fest, wobei er einige der von Bowdich (1817) aufgelisteten zwölf Ursprungsfamilien als Zweigfamilien einordnet. Sofern Bowdich die Familie mit nennt, ist sie auch in Asante präsent.
Die Akan-Ursprungsfamilien sind gemäß Ffoulkes im Einzelnen:
1. Bowdich: Aquonna; Ffoulkes: Kwonna (die „Büffel-Familie“; Quonna = ein Büffelochse; in Fante auch Eko genannt)
Die Büffel-Familie ist eine der Hauptfamilien in Cape Coast und in Assin. Unterzweige der Büffel-Familie sind die Ebiradzi, die Odumna und die Dihyina („Dihyina“ steht für Mangel an Blut) sowie in Denkira die Ahuini.
2. Bowdich: Annona; Ffoulkes: Annona (die „Papageien-Familie“; Annona = eine Papageienart, das Wort soll aber auch für die Begriffe „Langmut“ und „Geduld“ stehen)
Zweige der Papageien-Familie sind in Cape Coast die Yoko-Familie (benannt nach „Yoko“, der Bezeichnung für eine Rötel-Ocker-Erde) und in Denkira die Ayuku. In Asante gibt es den Oyoko-Clan, der den König von Asante stellt, das Gleiche gilt für Assin. Unterzweige der Oyoko-Familie sind in Asante, Denkira, Assin, sowie auch in Akim-Abuakwa die Agona (Palmöl-Familie), die auch in Denkira den König stellt. In Assin gibt es einen weiteren Unterzweig in Gestalt der Osansa-Familie.
3. Bowdich: Tschwidan oder Etschwi; Ffoulkes: Twidan (die „Leoparden“- oder „Panther“-Familie)
Die Leoparden-Familie ist in Assin unbekannt, wohl aber in Denkira (hier in Gestalt der Abretin-Familie als Unterzweig) und in Cape Coast in Gestalt der Ebrutu (Getreidehalm-Familie).
4. Bowdich: Esonna; Ffoulkes: Nsonna (die „Wildkatzen-Familie“; Nsonna = Fuchs oder Wildkatze)
Sie ist eine der Haupt-Familien in Cape Coast, Denkira und Assin. In Denkira und Assin wird sie auch Asona genannt. Ein Zweig von ihr in Cape Coast heißt Dwimina (benannt nach einer Pflanze).
5. Bowdich: Abbradi; Ffoulkes: Abradzi (die „Pisang“-Familie; Abradzi kennzeichnet einen Pisang-Baum)
Die Familie ist in Denkira und Cape Coast. Einer ihrer Zweige ist die Ofurna-Familie in Cape Coast und die Assinye-Familie in Denkira. In Assin stellt die Assinye-Familie den politischen Herrscher, woher auch der historische Staat seinen Namen hatte. („Assinoa“ bezeichnet einen Vogel, der sich bevorzugt in einem Seidenbaumwollbaum aufhält.)
6. Bowdich: Nitschwa; Ffoulkes: Ntwa (die „Hunde“-Familie)
Die Hunde-Familie ist eine der führenden Familien in Denkira und Cape Coast. Ihr Name in Denkira lautet allerdings Ackwia. Zweige der Hunde-Familie sind in Cape Coast und Assin die Abadzi oder Appiadzi (Abadzi kennzeichnet einen Diener oder Knecht, nicht zu verwechseln mit Abradzi) und in Denkira die Aduana.
7. Ffoulkes: Adwinadzi (Adwinadzi = ?)
Diese Familie ist in Cape Coast unter dem Namen Aowin bekannt. Möglicherweise rührt die Regionalbezeichnung „Aowin“ im Südwesten Ghanas und Südosten der Elfenbeinküste von dieser Akan-Familie hier her in der Art, dass sie hier das politische Oberhaupt stellte oder noch immer stellt. Unterzweige der Geier-Familie sind in Denkira und Assin die Asachiri (Asachiri = eine Geierart)
Bowdich nennt zudem auch Donnina, was wahrscheinlich mit Odumna identisch ist.

## Religion (traditionell)
Die traditionelle Religion der Akan ist sehr vielschichtiger Natur. Hier stößt man auf eine Götterwelt, dessen oberstes Wesen in seiner dreifachen Ausfächerung (Hypostasen) zahlreiche Autoren an die göttliche Triade des alten Ägyptens „Osiris-Horus-Isis“ erinnert hat, die man auch als „Vater-Sohn-heiliger Geist“ im Christentum wiederfindet. Eindeutig ägyptischen Ursprungs ist z. B. auch der „Akua Bà“, den man in form- und inhaltsidentischer Gestalt sowohl bei den Bantu-Völkern Südafrikas (z. B. Zulu) als auch bei den Aschanti in Westafrika antrifft. Daneben tritt bei den Akan ein ausgeprägter Gruppen- und Individualtotemismus, wie er sich im Ahnenglaube als auch in den Seelenvorstellungen widerspiegelt, was allerdings an sich für Westafrika nichts Ungewöhnliches darstellt. Ungewöhnlich ist dagegen der religiöse Aspekt, den die Töpferei bei den Akan besitzt.

## Kultur

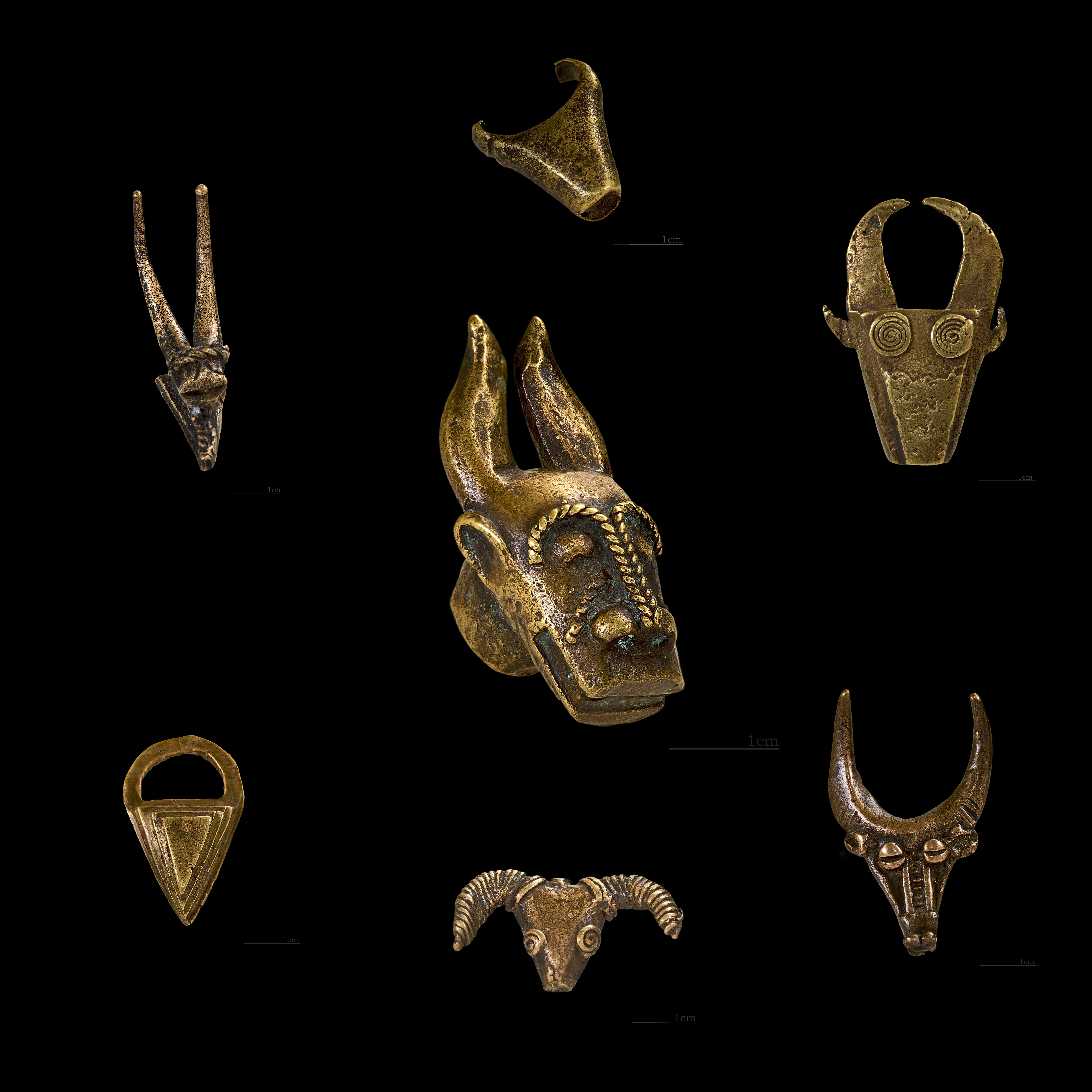
Kunst der Akan in einem Museum in Toulouse

Bekannte Bestandteile der Akankultur sind zum Beispiel die Adinkrasymbole, die Kentestoffe, die Aschantiarchitektur und das Symbol des Sankofavogels.
Zu den in der Musik der Akan verbreiteten Rhythmusinstrumenten gehören die große stehende Bechertrommel atumpan, die zweifellige Sanduhrtrommel dondo mit variabler Tonhöhe, die mit einem Holzstock geschlagene quadratische Rahmentrommel dzema, die zweifelligen Zylindertrommeln gyirama und pate, die mit den Händen geschlagene, aus einer Kalebasse bestehende Wassertrommel dansuomu sowie mehrere Rasseln und Klappern als Idiophone. Hierzu zählen die der gankogui entsprechende Doppelglocke agyegyewa ohne Klöppel und eine Schlitztrommel aus Bambus.
In der Hafenstadt Cape Coast und im übrigen Akan-Siedlungsgebiet treten mmensoun genannte Ensembles mit den seitlich geblasenen, einen Ton produzierenden Hörnern mmen (Singular aben) zur Gesangsbegleitung auf (mmensoun, „sieben Hörner“, von mmen, „Hörner“, und soun, „sieben“). Die früher aus Tierhörnern und heute aus Holz gefertigten Hörner sind traditionelle Zeremonialinstrumente der Akan. Im mmensoun-Ensemble sorgt die kleine, mit den Händen geschlagene Bechertrommel opentsin für den Rhythmus.

## Bekannte Akan
- Cuffy
- Jérôme Boateng (Aduana)
- Kevin-Prince Boateng (Aduana)
- Kofi Annan